# Glenmorangie
Glenmorangie [ɡlɛnˈmɔrəndʒi] ist eine Whiskybrennerei in Tain in den Northern Highlands von Schottland.

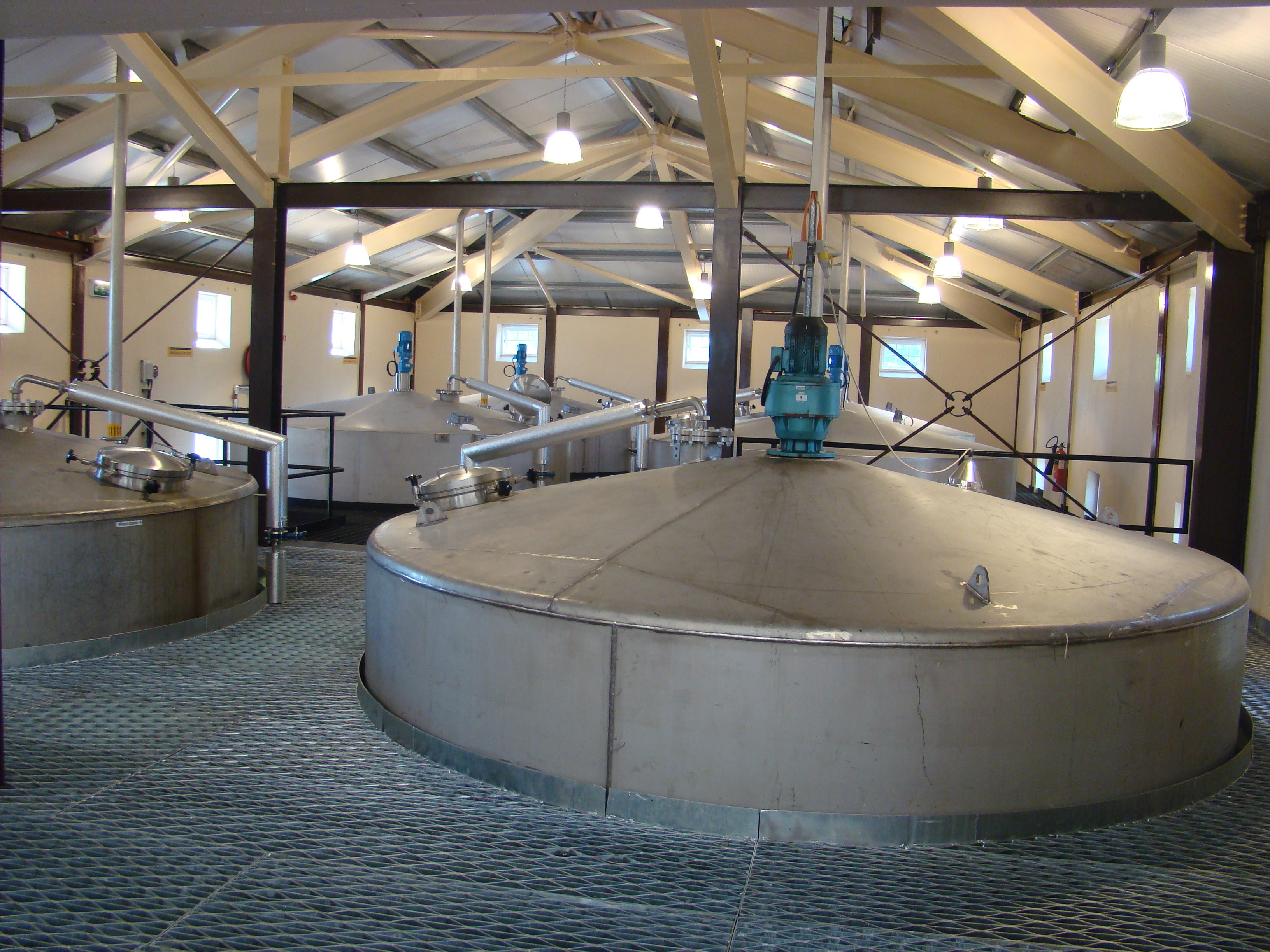
Maischebottiche, hier erfolgt die Verzuckerung der Stärke

## Geschichte
Belege über (illegales) Whiskybrennen in Tain reichen bis in den Zeitraum um 1700 zurück, jedoch erst seit 1843 wird mit der von den Brüdern Matheson gegründeten Glenmorangie-Brennerei ein legaler Whisky gebrannt. Zuvor war in den Gebäuden der Brennerei eine Brauerei zu finden. Bereits 1880 konnte die Brennerei Exporte nach Italien und die USA verzeichnen. 1883 musste die ursprüngliche Brennerei neu aufgebaut werden, 1887 wurde die Glenmorangie Distillery Co. Ltd. gegründet. In der Hand der Familie Matheson blieb die Brennerei bis 1918, als MacDonald & Muir das Unternehmen nach einer durch den Ersten Weltkrieg bedingten Produktionsschwäche übernahm.
In den Jahren 1931–1936 und 1941–1944 war die Brennerei geschlossen.
Durch den Erfolg des Glenmorangie mussten die Produktionsanlagen mehrmals vergrößert werden. 1980 wurden zwei neue Brennblasen installiert und 1990 weitere vier, so dass heute mit insgesamt acht Brennblasen produziert wird. Glenmorangie ist der meistverkaufte Single-Malt-Whisky auf dem schottischen Markt.
Im Jahr 2004 übernahm Glenmorangie PLC die Scotch Malt Whisky Society mit mehr als 27.000 Mitgliedern.
Seit Oktober 2004 gehört das Unternehmen zur Gruppe Moët Hennessy Louis Vuitton (LVMH), die den Anteil der Familie McDonald übernommen hat. Nach 161 Jahren zog sich die Familie aus dem Whiskygeschäft zurück. Das Unternehmen wurde mit etwa 300 Mio. Pfund Sterling bewertet.
Heute gehört zur Glenmorangie PLC neben der eigentlichen Brennerei in Tain noch die Brennerei Ardbeg (1997 übernommen) auf Islay. Die 1920 übernommene Brennerei Glen Moray wurde im September 2008 an (die auch den amerikanischen Bourbon Old Virginia in Frankreich vertreibenden) La Martiniquaise verkauft, da sie vom Charakter her nicht in das Luxusgütersegment von LVMH passte.
Grundsätzlich sollen immer genau 16 Mitarbeiter bei Glenmorangie beschäftigt sein, die 16 Men of Tain. Das bezieht sich in neuester Zeit allerdings nur noch auf die tatsächlichen Hersteller im Brennprozess, insgesamt sind in der Destillerie etwa 90 Menschen beschäftigt, zum Beispiel im Lager, im Laden und der Verwaltung.

## Charakteristik

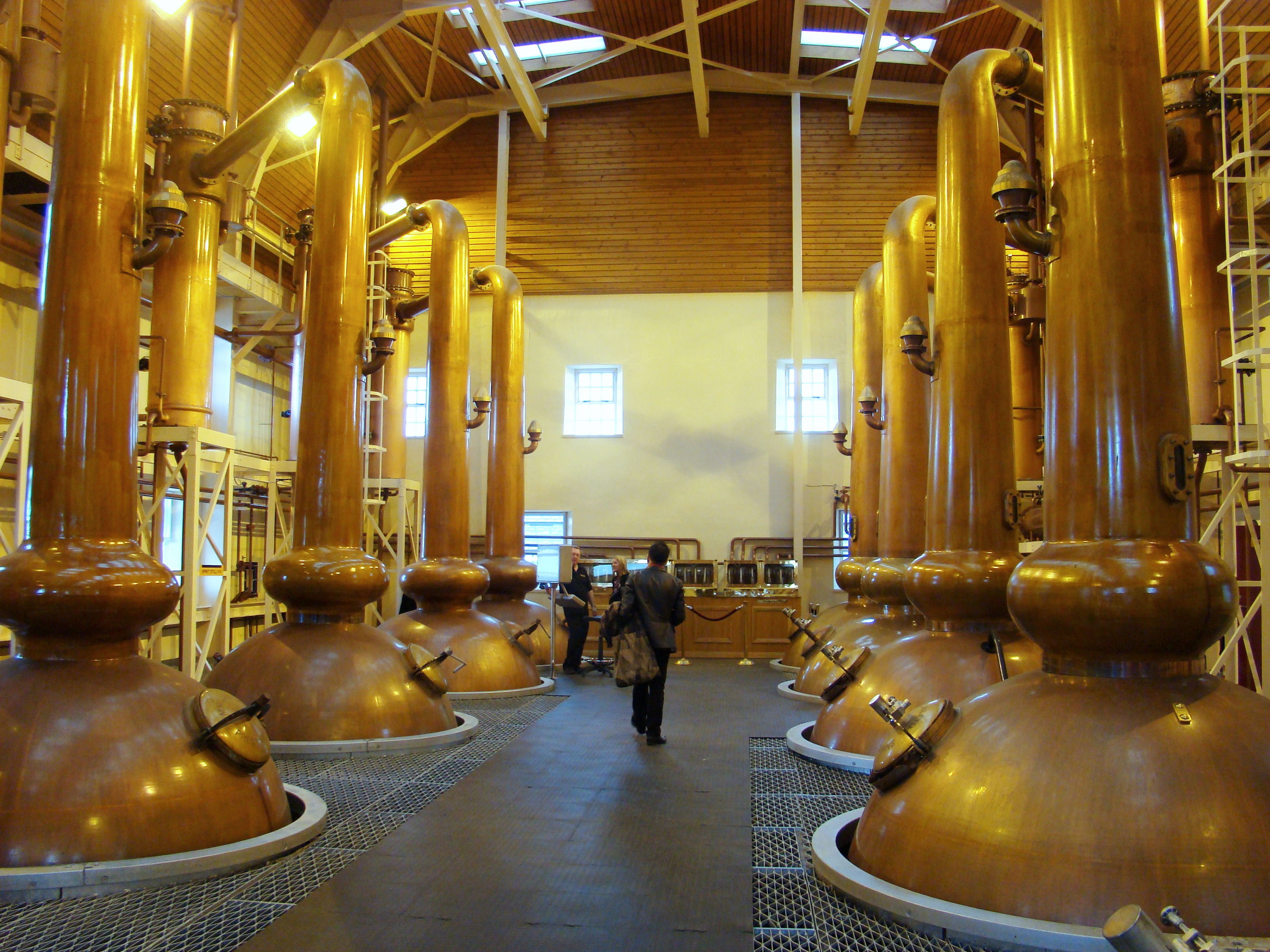
Raum mit den hohen Brennblasen

Die wohl auffälligste Besonderheit der Brennerei sind die außergewöhnlich hohen Brennblasen. Hier wird die Flüssigkeit erhitzt, damit der Alkohol und die Aromastoffe verdampfen und an der Brennblase kondensieren. Mit acht Metern Gesamthöhe und 5,14 Metern Höhe oberhalb der Brennblase sind sie die höchsten Brennblasen aller schottischen Brennereien. Dadurch wird der Glenmorangie Whisky besonders mild. Das verwendete Malz wird nicht mehr von Glenmorangie selbst hergestellt, man achtet jedoch beim Einkauf darauf, möglichst Malz aus Getreide der Umgebung zu kaufen, außerdem soll dieses nur leicht getorft sein. Einige der Glenmorangie-Whiskys werden mit Lebensmittelfarbe (E 150a) dunkler gefärbt, deren bitterer Eigengeschmack beeinträchtigt die Qualität der Whiskys aber kaum.
Glenmorangie bietet auch Whiskywochenenden an, bei denen eine Verkostung stattfindet.

## Abfüllungen

### Ehemalige Abfüllungen

#### 10, 15, 18 Years Old

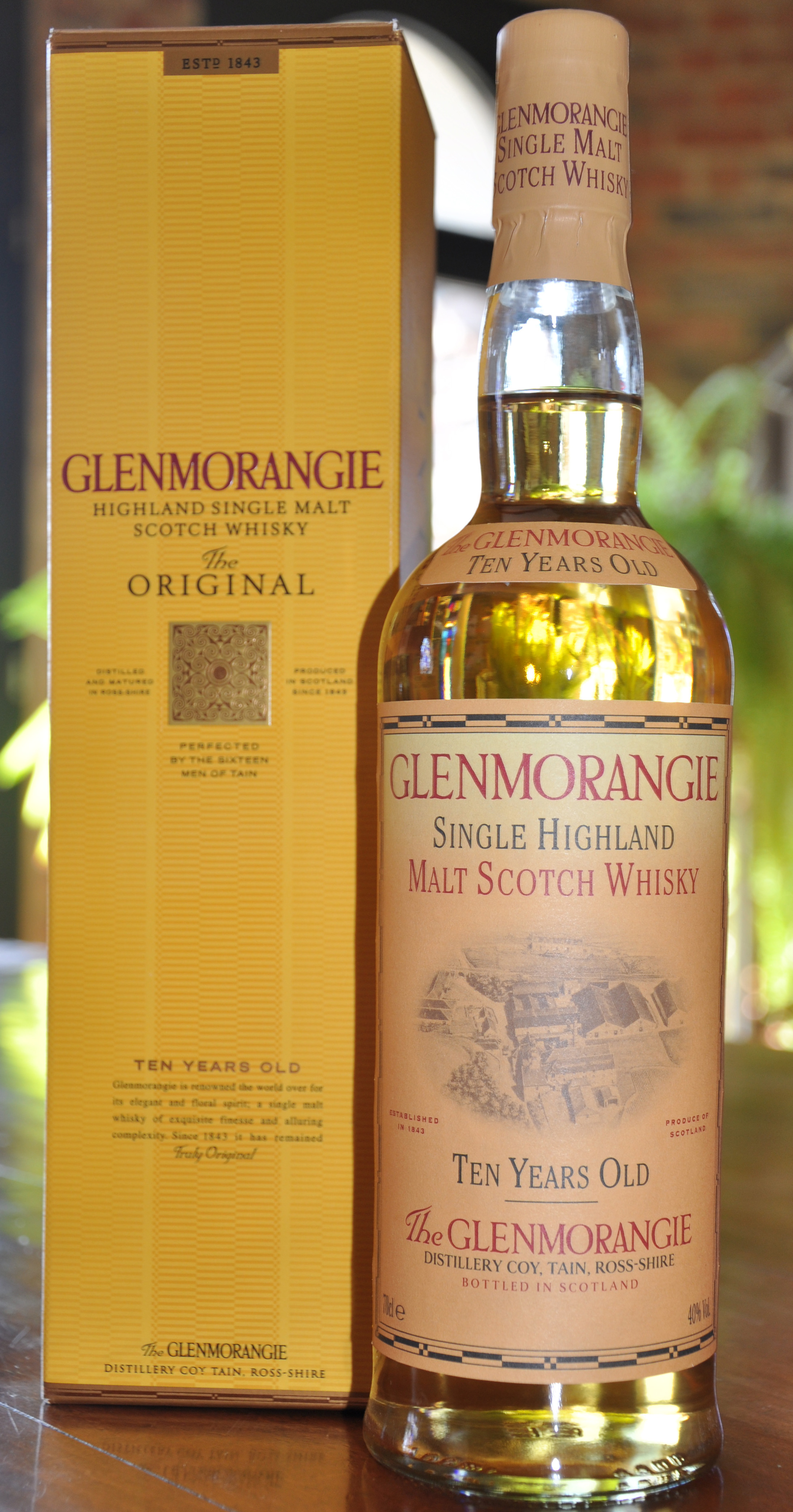
Glenmorangie-Flasche und -Verpackung

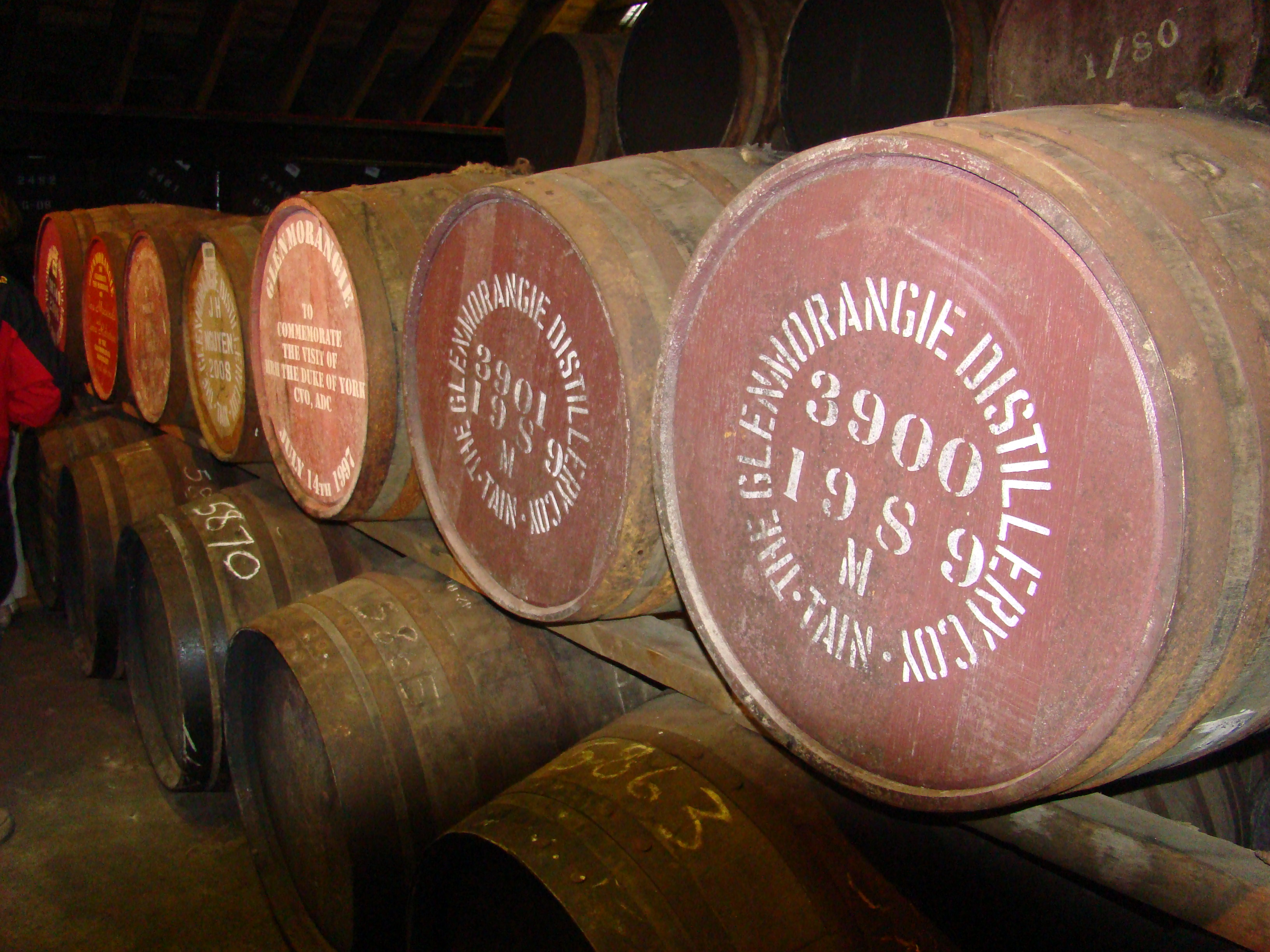
Eichenfass-Lager der Brennerei

Glenmorangie bot seinen Whisky in drei unterschiedlich alten Abfüllungen an. Alle drei Varianten wurden ausschließlich in wiederverwendeten Bourbon-Fässern gelagert. Es gibt zwar auch ältere Abfüllungen, jedoch sind diese meist Sonderabfüllungen der Brennerei, die nicht regelmäßig angeboten werden.

#### Sherry Wood Finish
Die Nachlagerung von Whisky in Sherryfässern ist unter schottischen Brennereien weit verbreitet. Im Holz befindliche Aromen werden vom Whisky gelöst und bereichern den Geschmack. Wie alle anderen Whiskys der Wood-Finish-Serie hatte dieser Whisky bis 2010 keine Altersangabe. Seitdem ist die Altersangabe „12 Jahre“ auf der Verpackung und der Flasche zu finden.
Der Sherry Wood Finish ist heute unter dem Namen „Lasanta“ erhältlich.

#### Port Wood Finish
Neben Sherryfässern werden in etwas kleinerem Rahmen auch gern Portweinfässer benutzt, um den Geschmack eines Whiskys durch Nachlagerung zu beeinflussen. Im Oktober 2007 wurde die Whiskyserie umgestellt, der „Port Wood Finish“ ist nun unter dem Namen Quinta Ruban erhältlich.

#### Madeira Wood Finish
Weit weniger verbreitet als die Lagerung in Sherry- oder Portweinfässern ist die Lagerung von Whisky in Madeiraweinfässern. Nur wenige Brennereien bieten einen so nachgelagerten Whisky an. Bei Glenmorangie zählte er zur Standardproduktpalette. Es gibt auch andere nicht regelmäßig erhältliche Abfüllungen, die in Cask-Stärke angeboten werden, der komplett in Madeirawein-Fässern gelagert ist. Für eine solche Flasche muss man aber deutlich mehr bezahlen als für die Standardabfüllungen.
Mit der Umstellung im Oktober 2007 lief diese Serie aus.

#### Burgundy Wood Finish
Zwischen 2004 und 2007 wurde diese Abfüllung abgegeben. Sie schloss sich einem kleinen, aber deutlich stärker werdenden Trend an, Whiskys in Weinfässern nachzulagern. Wie alle anderen Abfüllungen der Wood-Finish-Serie wurden die hierfür verwendeten Whiskys zwei Jahre in anderen Fässern nachgelagert. In diesem Fall waren es alte Burgunderfässer aus dem Département Côte-d’Or.

#### Cellar 13
Alle für diesen 10-jährigen Whisky benutzten Fässer stammten aus einem einzigen Lagerhaus, dem Cellar No. 13. Hier soll der Whisky das beste Klima von allen Glenmorangie-Lagerhäusern haben, um zu reifen.

#### Traditional 100 Proof
Es gab zwar keinen regelmäßig produzierten Cask-Strength-Whisky als Brennereiabfüllung, jedoch war dieser Whisky mit seinen 57,2 % Alkohol (entspricht 100 Proof) im Bereich der Fassstärke. Als eine der wenigen Abfüllungen der Brennerei wurde der Traditional nicht in der Standardflasche in einer Röhre angeboten, sondern kam in einer bauchigen Ein-Liter-Flasche in mit Sackleinen ausgeschlagenem Pappkarton. Geschmacklich erinnert er vor allem an Honig, bietet aber eine große Anzahl an weiteren Geschmacksnuancen.

### Aktuelle Abfüllungen

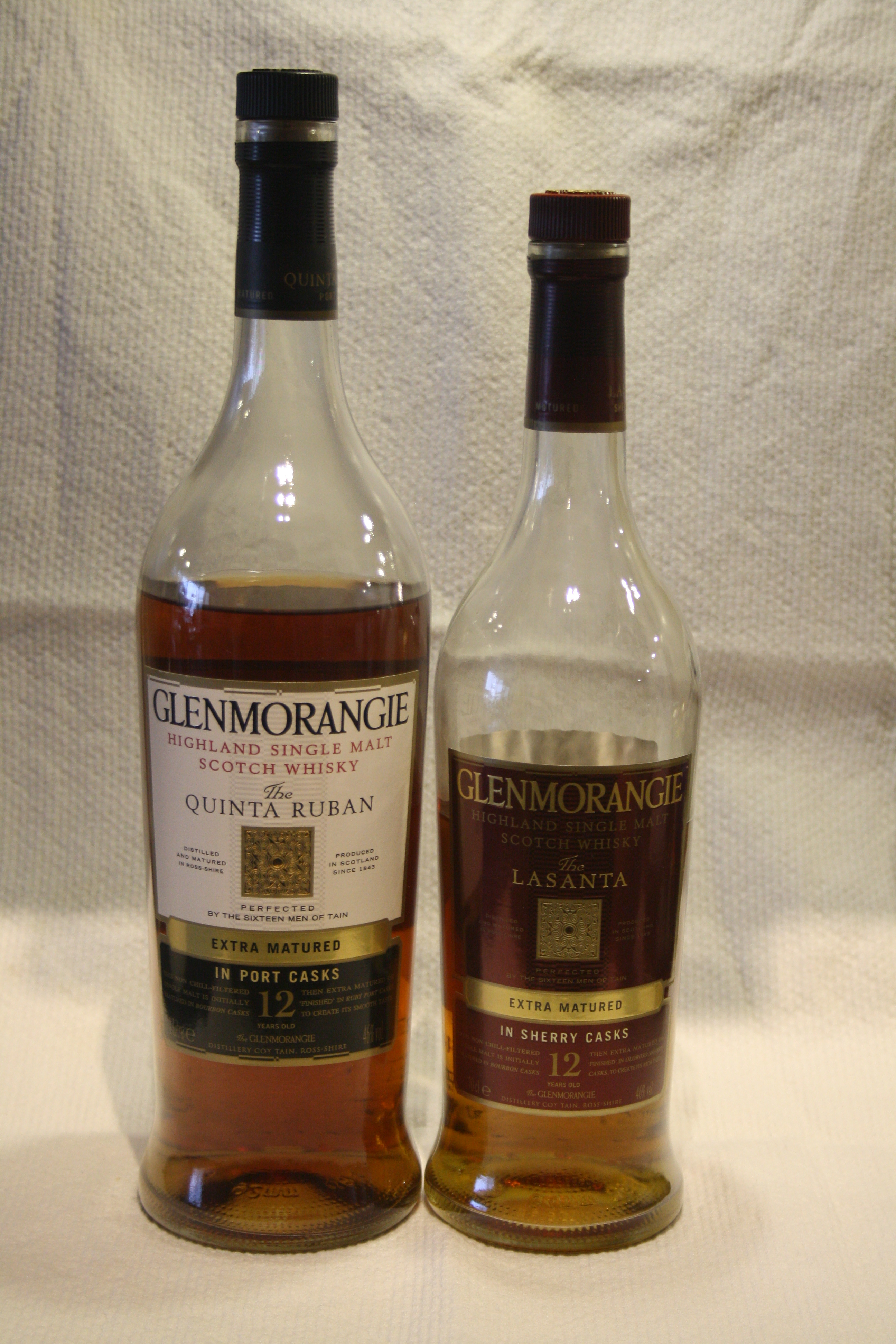
Glenmorangie Quinta Ruban und Lasanta

Mit dem Jahr 2007 wurde die existierende Produktpalette umgestellt und in einem neuen Design und mit teils fantasievollen Namen, passend zur Luxusmarke LVMH, präsentiert. Seitdem hat sich das Angebot stetig erweitert, wobei die Standardabfüllungen geschmacklich bislang unverändert blieben. Lediglich deren Design wurde im Juli 2022 angepasst. Mit Stand Februar 2020 umfasst das Angebot sechs verschiedene Editionen, welche auch preislich unterschiedlich angesiedelt sind:
Core expression (Standardabfüllungen):
- The Original – der ehemalige 10 Years Old
- The Lasanta – ehemals Sherry Wood Finish
- The Nectar – ehemals Nectar d'Òr, Nachreifung in Sauternes, Tokaji, Monbazillac und Moscatel[3]
- The Quinta Ruban – ehemals Port Wood Finish, als 12- und 14-Jahre alte Edition erhältlich

Exclusive Core expression (Im Duty free erhältlich):
- The Accord - 12 Jahre, Oloroso-Finish
- The Elementa - 14 Jahre, Finish im first fill Eichenfaß
- The Tribute - 16 Jahre, leicht getorft

The Legends (alle ohne Altersangabe; im Duty free erhältlich):
- The Cadboll - Finish in französischen Weinfässern (Muscat und Semillon)
- The Duthac - Finish in Pedro Ximenes-Fässern
- The Tayne - Amontillado-Finish

Private Edition:
Eine Serie limitierter Sonderabfüllungen, zunächst unter dem Titel Private Collection veröffentlicht.
- Glenmorangie Sonnalta PX (2009) – Nachreifung in speziell ausgewählten Pedro Ximénez Sherryfässern
- Glenmorangie Finealta (2010) – Nach einem Rezept aus dem Jahr 1903 für das Savoy Hotel in London. Zur Reifung verwendet wurden ausschließlich spanische Oloroso Sherry- sowie amerikanische Weißeichenfässer.
- Glenmorangie Artein (2011) – Komponiert aus 15- und 21-jährigem Whisky aus Ex-Bourbon-Fässern, nachgereift in Sassicaia-Rotweinfässern.
- Glenmorangie Ealanta (2012) – Ein neunzehnjähriger Jahrgangswhisky von 1993, abgefüllt 2012. Gelagert in erstbefüllten, stark ausgebrannten Weißeichenfässern, deren Holz aus dem Mark Twain National Forest im US-Bundesstaat Missouri stammt.
- Glenmorangie Companta (ab Ende Januar 2014) – Gereift in amerikanischen Eichenfässern (Ex-Bourbon-Fässer), nachgereift in französischen Weinfässern (Grand Cru und Côtes du Rhône).
- Glenmorangie Tùsail (2015) – Ein Whisky ohne Altersangabe, hergestellt aus Maris Otter Gerste. Das Gerstenmalz wurde in einer traditionellen Tennen-Mälzerei hergestellt. Die Verwendung dieser im großindustriellen Stil kaum noch verwendeten Gerstensorte verspricht einen besonders ursprünglichen Geschmack des Whiskys. Der Name Tùsail entstammt, wie bei den Vorgängern der Private Edition, der Schottisch-gälischen Sprache und bedeutet „original“ bzw. „originär“. Diese sechste Ausgabe der Private-Edition-Reihe ist seit dem ersten Quartal 2015 erhältlich.
- Glenmorangie Milsean (2016) – Ein Whisky ohne Altersangabe, der nach einer Reifung in ehemaligen Bourbon-Fässern lt. offizieller Pressemitteilung „einige Jahre“ in Ex-Portugiesischen-Rotweinfässern nachreifte. Diese wurden zuvor noch zusätzlich ausgebrannt („flame-toasted“), um so eine besonders starke Süße des Whiskys zu erreichen. Das gälische Wort „Milsean“ bedeutet „Süßigkeiten“.[4]
- Glenmorangie Bacalta (2017) – Ein Whisky ohne Altersangabe, der nach einer Reifung in ehemaligen Bourbon-Fässern anschließend in Madeirafässern nachreifte. Das gälische Wort „Bacalta“ bedeutet „gebacken“.
- Glenmorangie Spios (2018), die 9. Abfüllung, 46 % vol.
- Glenmorangie Allta (2019), die 10. Abfüllung, 51,2 % vol – Für den Whisky wurde ein Wildhefestamm und Gerste aus der Region benutzt, der in erst- und zweitbefüllten Bourbonfässern reifte. Das gälische Wort „Allta“ bedeutet „wild“.

„A Tale of“-Serie:
Eine weitere Serie limitierter Sonderabfüllungen mit dem Zusatz „A Tale of“ hat Glenmorangie ab 2020 veröffentlicht:
- Glenmorangie A Tale of Cake (2020), 46,0 % vol. – Nachreifung in Tokajer-Fässern
- Glenmorangie A Tale of Winter (2021), 46,0 % vol.  – Nachreifung in sizilianischen Marsala-Weinfässern
- Glenmorangie A Tale of The Forest (2022), 45,0 % vol. – Gebrannt mit Wacholder, Holzrauch und Kiefernnadeln[5]
- Glenmorangie A Tale of Tokyo (2023), 46,0 % vol. – Reife in Mizunara-Eichenfässern aus Japan, Finish in Bourbon- und Sherryfässern[6]

„Barrel Select Release“-Serie:
Sonderabfüllungen mit experimentellen Nachreifungen hat Glenmorangie ab 2020 veröffentlicht:
- Glenmorangie Malaga Cask Finish (2020), 46,0 % vol. – Nachreifung in Malaga-Fässern[7]
- Glenmorangie Cognac Cask Finish (2021), 46,0 % vol.  – Nachreifung in Cognac-Fässern
- Glenmorangie Amontillado Finish (2023), 46,0 % vol. – Nachreifung in Amontillado-Fässern[8]
- Glenmorangie Palo Cortado Finish (2023), 46,0 % vol. – Nachreifung in Palo Cortado Sherry[9]
- Glenmorangie Calvados Finish (2024), 46,0 % vol. – Nachreifung in Calvados-Fässern[10]

Prestige expressions:
Eine Reihe verschiedener limitierter und eher seltener Jahrgangsabfüllungen. Hierunter fallen unterschiedliche Linien:
- 18-, 19- und 25-jährige Abfüllungen
- Grand Vintage: Serie von Jahrgangsabfüllungen aus 1989, 1990, 1991 und 1993.
- Signet: ein Single Malt aus unter anderem den ältesten Whiskies von Glenmorangie.
- Pride: alte Jahrgangsabfüllungen aus 1974 (41-jährig), 1978 (auf 700 Flaschen limitierter, 34-jähriger Whisky. Er erhielt nach 19 Jahren klassischer Reifung ein fünfzehnjähriges Finish in Claret-Fässern. Dies war die längste Nachreifung, die je ein Whisky bei Glenmorangie erfuhr)[11] und 1981 (auf 1000 Flaschen limitiert ist. Dieser 28 Jahre alte Single Malt reifte in seltenen Barrique-Fässern des Weinguts Château d’Yquem in Sauternes). Die Serie kommt in besonderem Verpackungs- und Dekanterdesign, welches aus Glaskristall (Baccarat) hergestellt ist, in den Handel.[12]

Limited Edition (limitierte Abfüllungen):
Ab November 2014 war ausschließlich im Travel Retail bzw. Duty-free der Glenmorangie Dornoch erhältlich. Dieser Glenmorangie wurde in Weißeichenfässern gereift und erhielt sein Finish in Amontillado-Sherry-Fässern. Ungewöhnlich für Glenmorangie war die leichte Torfung dieses Whiskies. Von jeder verkauften Flasche ging eine Spende an die Marine Conservation Society. Damit sollte der Erhalt des natürlichen Lebensraumes des Dornoch Firth unterstützt werden, dem Meeresarm, an dem die Brennerei Glenmorangie liegt.
Derzeit (Stand Februar 2020) sind vier verschiedene Abfüllungen erhältlich:
- Astar 2009 und Astar 2017
- A Midwinter Night’s Dram 2015 und 2017
- Dr. Bill Lumsden x Azuma Makoto[14]

### Cask Masters
Beginnend ab März 2013 veranstaltete Glenmorangie erstmals die sogenannten „Cask Masters“. Bei diesem Crowdsourcing-Projekt hatten Whisky-Fans die Möglichkeit, per Online-Abstimmung Einfluss auf eine weitere Sonderabfüllung zu nehmen. Zunächst konnte aus mehreren Vorschlägen die Fassart für die Nachreifung ausgewählt werden. In weiteren Schritten wurden der Name, das Label-Design und das Promotions-Foto, sowie der Ort für die offizielle Vorstellung des neuen Whiskies festgelegt.
Das dergestalt zustande gekommene Bottling stammt aus Manzanilla-Sherryfässern (Palomino-Fino-Trauben), trägt den Namen „Taghta“ (Gälisch für auserwählt), und hat ein im klassischen Glenmorangie-Design gehaltenes Label mit Anklängen an seine spanische und schottische Herkunft. Der Whisky wird im Glenmorangie-House in Cadboll am Moray Firth der Öffentlichkeit vorgestellt. Den Teilnehmern winkte als Preis die Teilnahme an der Weltpremiere, außerdem erhalten sie eine unverbindliche Vorkaufsoption. Der Glenmorangie Taghta ist seit Ende September 2014 erhältlich.